# Mohr (schweizerisch-tirolerisches Adelsgeschlecht)

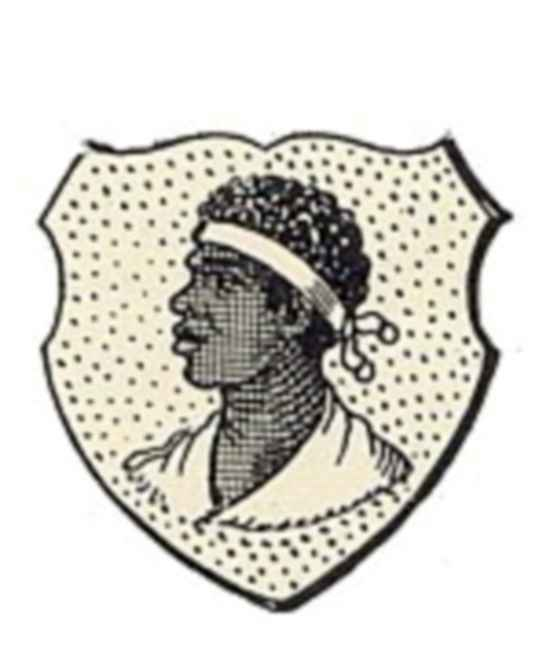
Stammwappen der Mohr

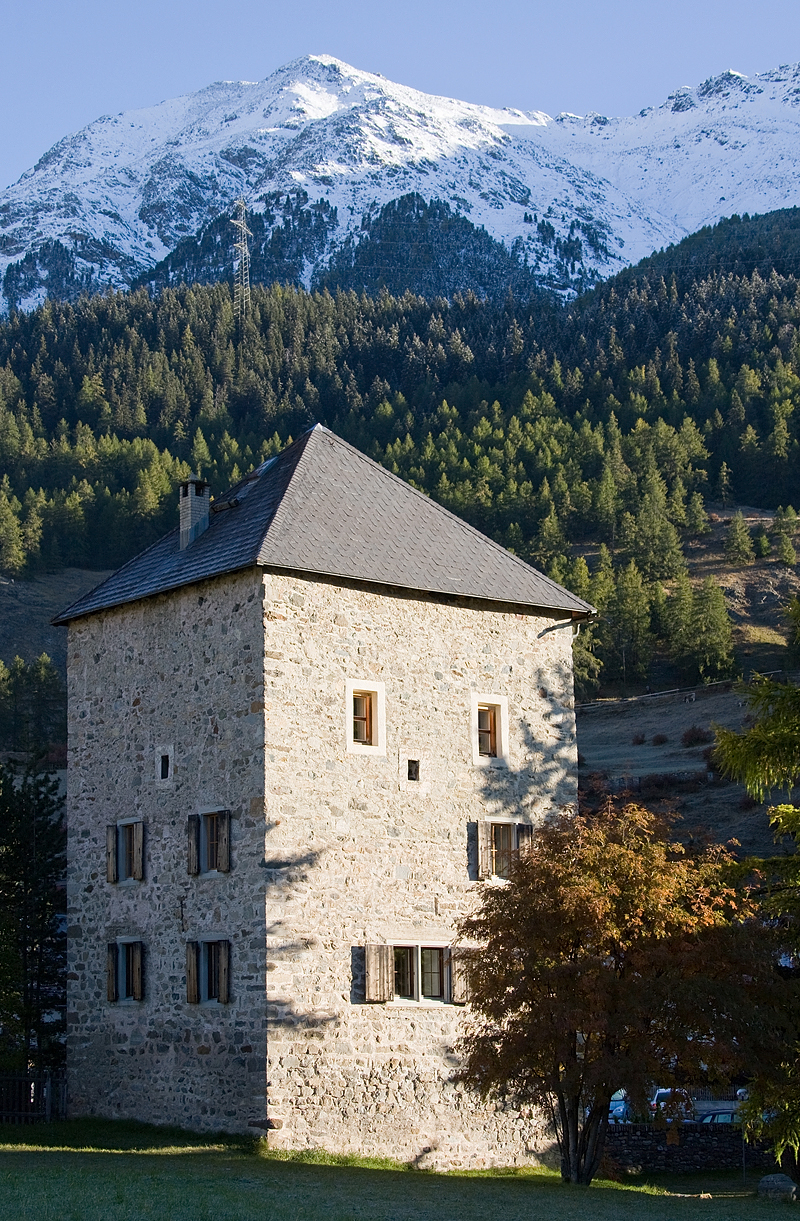
Der Morenturm in Zernez

Die Mohr (auch Moor, Maurus, Mörlin, Mohr von Zernez, Mohr von Siebenkirchen, Mohr von Lichtenegg, Mohr von Feldkirch) waren ein ursprünglich Graubündner und später Tiroler Adelsgeschlecht, welches 1629/31 in den erblichen Reichsfreiherrenstand und 1650 in den erbländisch-österreichischen und Reichsgrafenstand erhoben wurde. Eine Linie gehörte bis ins 16. Jahrhundert zu den Patriziern der Stadt Feldkirch in Vorarlberg.
Keine Verwandtschaft besteht zu anderen Adelsgeschlechtern mit Namen Mo(h)r, wie den Mor zu Sunnegg und Morberg und den Morenberg zu Jaufen und Windegg. Der österreichische General der Kavallerie Johann Friedrich von Mohr, war Angehöriger der ansbachischen Freiherren von Mohr.

## Geschichte

### Schweizer Linien
Das Geschlecht zählt zu dem altrhätischen Adel und ist einer mythischen, nicht belegten Abhandlung zufolge, etruskischer Herkunft, noch vor Christi Geburt von Volterra nach Rätien gezogen. Im Jahr 830, unter der Regierungszeit Kaiser Ludwig dem Frommen war ein Johann Mohr (Maurus) Prokurator von Räthien.
Die Stammreihe beginnt mit dem um 1260 lebenden Werner Mohr mit Stammsitz auf dem Morenturm (bündnerromanisch Tuor dals Mors) in Zernez. Seine Schwester Katharina soll als Äbtissin des adligen Frauenstifts Müstair gewirkt haben. 1299 diente der Sohn von Werner, Johann Konrad, Ministeriale der Grafen von Matsch, als Vogt bzw. Schlosshauptmann von Steinsberg. Werner, ein Sohn von Johann Konrad, war um 1369 Lehensinhaber des Schlosses Ramosch und dessen Brüder Eginolf und Otto waren Kastellane der Grafen von Matsch in Reichenberg bei Taufers. Später übertrug der Bischof von Chur den Söhnen von Werner Schloss und Herrschaft Ramosch pfandweise. 1450 siegelte Johann, Kastellan von Ramosch im Namen des Unterengadins das Bündnis zwischen dem Gotteshaus und den zehn Gerichten. 1526 wechselte das Pfandlehen Ramosch von Albert an das Bistum Chur. Der Morenturm war noch 1570 von einem Albert Moor bewohnt.
Eine andere, von Jakob Mohr aus Zernez gegründete Linie, seit 1584 Bürger in Chur, wurde Ende des 16. Jahrhunderts in Susch ansässig. Jakob Konradin von Mohr (1758–1830) wurde 1780 in das evangelische Ministerium aufgenommen und Pfarrer in Pontresina, Susch, Netstal im Kanton Glarus sowie Abländschen und Guggisberg im Kanton Bern. Sein einziger Sohn, der Politiker und Jurist Theodor von Mohr (1794–1854) stieg 1824 zum Bundesstatthalter auf, 1825 war er Mitglied des Oberamtsgerichtes, 1826 Mitglied der Standeskommission und 1827 Gesandter der eidgenössischen Tagsatzung. 1836 erwarb er das Bürgerrecht von Chur und bekleidete dort 1836 das Amt des Ratsherren und von 1842 bis 1846 des Stadtvogtes.

### Vorarlberger Linien
F. Gabriel Bucelinus zeichnete ab 1655 die verschiedenen Linien des Adelsgeschlechts der Mohr aus Zernez in seinen Geneagraphien auf. Darunter auch der Ioannes (Johannes) Mörlin zu Veldtkirch. Der Nachname wurde regional im Deutschen vor und während der Reformation auch Morle, Mohr, Mörtle, Mörlein oder Morlin gesprochen. Sie alle meinen dasselbe im Deutschen, „kleiner Mohr“, in Ehren für den Heiligen Mauritius den Mohren.
Eine Linie war schon im frühen 15. Jahrhundert in Feldkirch („Veldtkirch“) ansässig, erlangte das Bürgerrecht und zählte dort zu den Ratsgeschlechtern. Am Rathaus der Stadt Feldkirch ist noch heute das Wappen der Mohr zu sehen. Die Mohren (Mor, Mörlen, Mörlin etc.) sind in Feldkirch mehrfach als Amtsträger bezeugt. Als Kleriker tat sich der Vorarlberger Zweig während der protestantischen Reformation im 16. Jahrhundert hervor. Der Lutheraner Jodok Mörlin wanderte fort und studierte Theologie in Wittenberg. Er war ein Enkel des Johann Mör(lin) und ein Urenkel des Hugo Mohr in Feldkirch. Seine Kinder wurden tatkräftige Reformatoren. Joachim Mörlin trug das Familienwappen weiter.

### Tiroler Linien

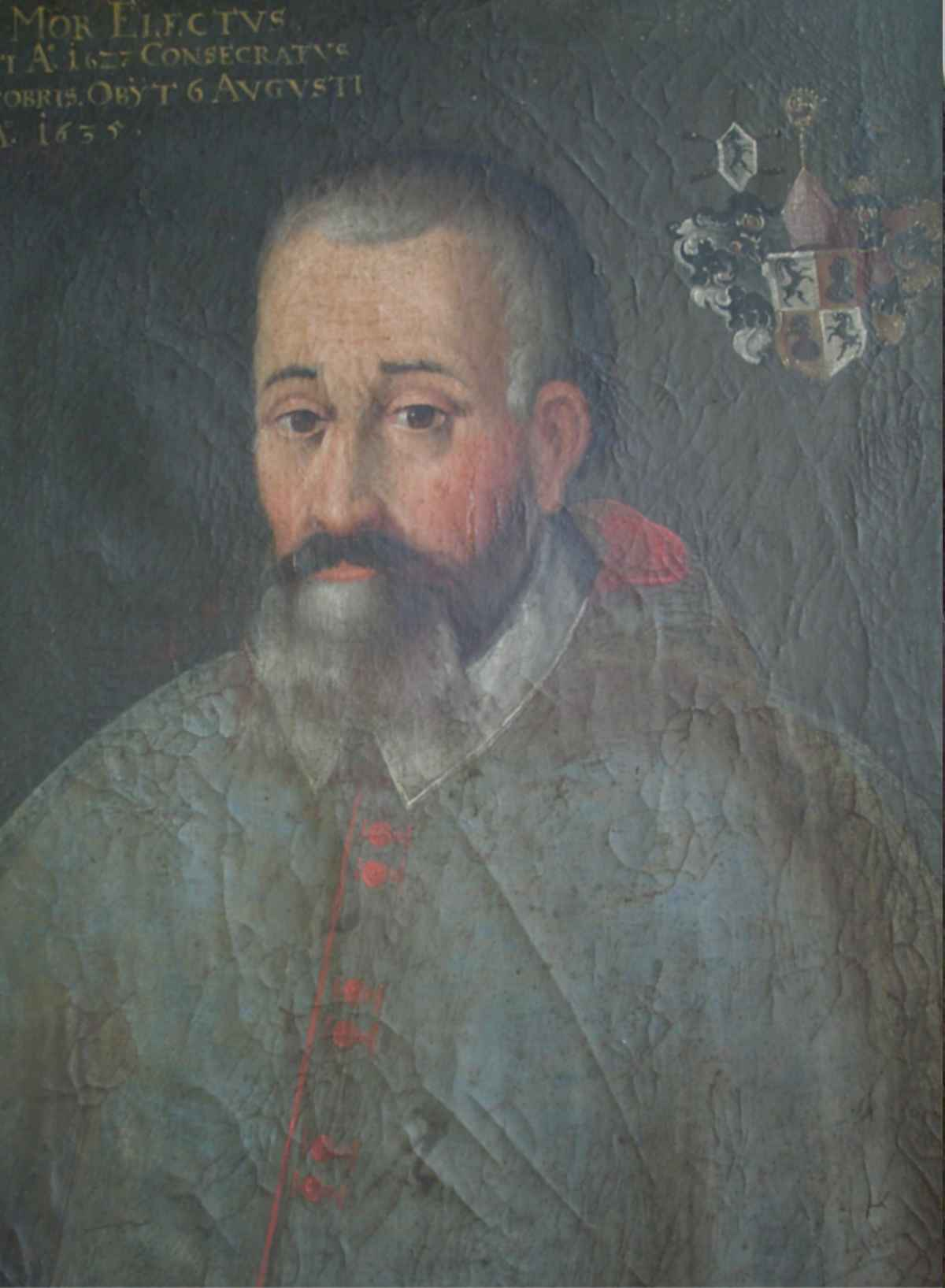
Joseph Mohr von Zernez

Die Linie der späteren Grafen von Mohr blühte in der Gefürsteten Grafschaft Tirol. Der Sohn von Johann, Joseph Mohr zu Siebenkirchen erlangte am 15. Oktober 1578 in Prag von Kaiser Rudolf II. in Anbetracht seiner alten adligen Herkunft eine Wappenbesserung. Dessen Sohn Hans zeichnete sich in der Seeschlacht von Lepanto aus. 1593 erhielt der Hauptmann und Pfleger von Tarasp, Hans Mohr für seine Behausung in Mals die Freiung, sowie die Erlaubnis sich danach „von Lichtenegg“ nennen zu dürfen. 1584 verbesserte Erzherzog Ferdinand II. erneut das Wappen der Mohr um zwei Turnierhelme. 1613 wurde das Geschlecht unter die Tiroler Landstände aufgenommen. Von der Familie traten u. a. in den geistlichen Stand: Joseph Mohr von Zernez († 1635) als Fürstbischof von Chur und Christoph Mohr 1638, sowie Conradin Mohr († 1684), als Pröbste von Chur.
Kaiser Ferdinand II. verlieh laut Adelsdiplom vom 5. Juni 1633 in Wien den Brüdern Gabriel und Johann „den Mohren“ den rittermäßigen Reichsadelsstand. Der Sohn des Hauptmanns von Tarasp Johann von Mohr, der Politiker, Diplomat und Geschichtsschreiber Maximilian von Mohr († 1652/59), stand in der Gunst des Tiroler Landesfürsten Erzherzog Ferdinand Karls, für den er zeitweise vormundschaftlich die Regierungsgeschäfte übernahm. 1629/31wurde der in den erblichen Freiherrenstand sowie laut Adelsdiplom vom 15. Juni 1650 in den erbländisch-österreichischen und Reichsgrafenstand erhoben. Sein Sohn Carl Philipp Graf von Mohr wirkte um 1670 als Hauptmann der Grafschaft Feldkirch. 1686 diente Ferdinand Karl Graf von Mohr als Oberstleutnant und Hauptmann der Festung Kufstein. Den Stamm setzte der jüngste Sohn von Carl Philipp, Maximilian Philipp Graf von Mohr fort. Die Söhne von Carl Graf von Mohr waren Joseph Graf von Mohr (* 1817), Freiherr auf Landstein, Lichtenegg und Greiffen, Herr zu Montani und Neuhausen, Lehensträger zu Dornsberg bei Naturns, Herr und Landmann in Tirol und Karl Graf von Mohr (* 1824), k. k. Statthalterei-Sekretär, später Noviziat, Jesuit und Theologiestudent in Innsbruck, der seit 1852 mit Mathilde Gräfin von Sarnthein (1834–1855) verheiratet war.

## Besitzungen (Auswahl)
- Morenturm in Zernez
- Ansitz Lichtenegg in Mals
- Schloss Greifen bei Ladis
- Burg Untermontani bei Latsch
- Burg Obermontani bei Latsch
- Schloss Annenberg in Latsch
- Burg Landštejn in Staré Město pod Landštejnem
- Schloss Dornsberg bei Naturns

## Wappen

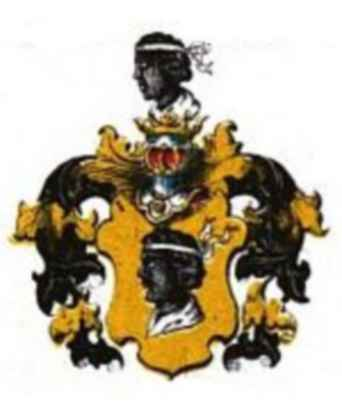
Wappen der Mohr in Chur
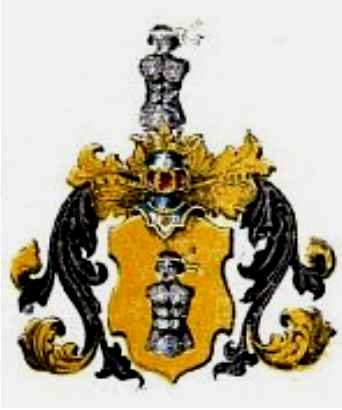
Wappen der Mohr in Chur
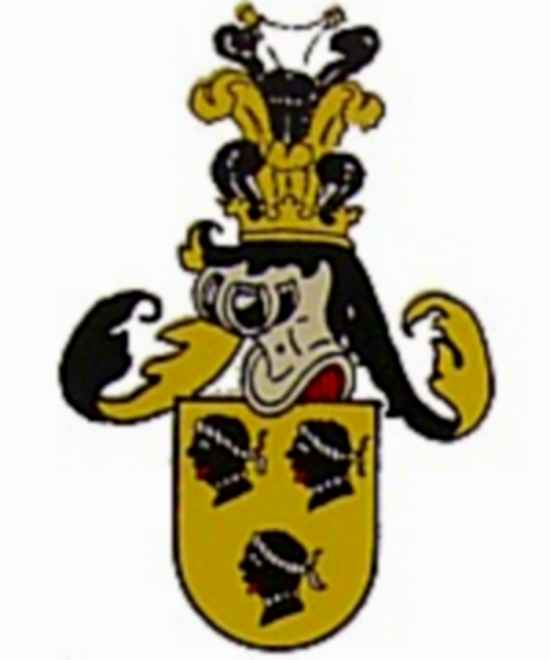
Wappen der Mohr in Luzern
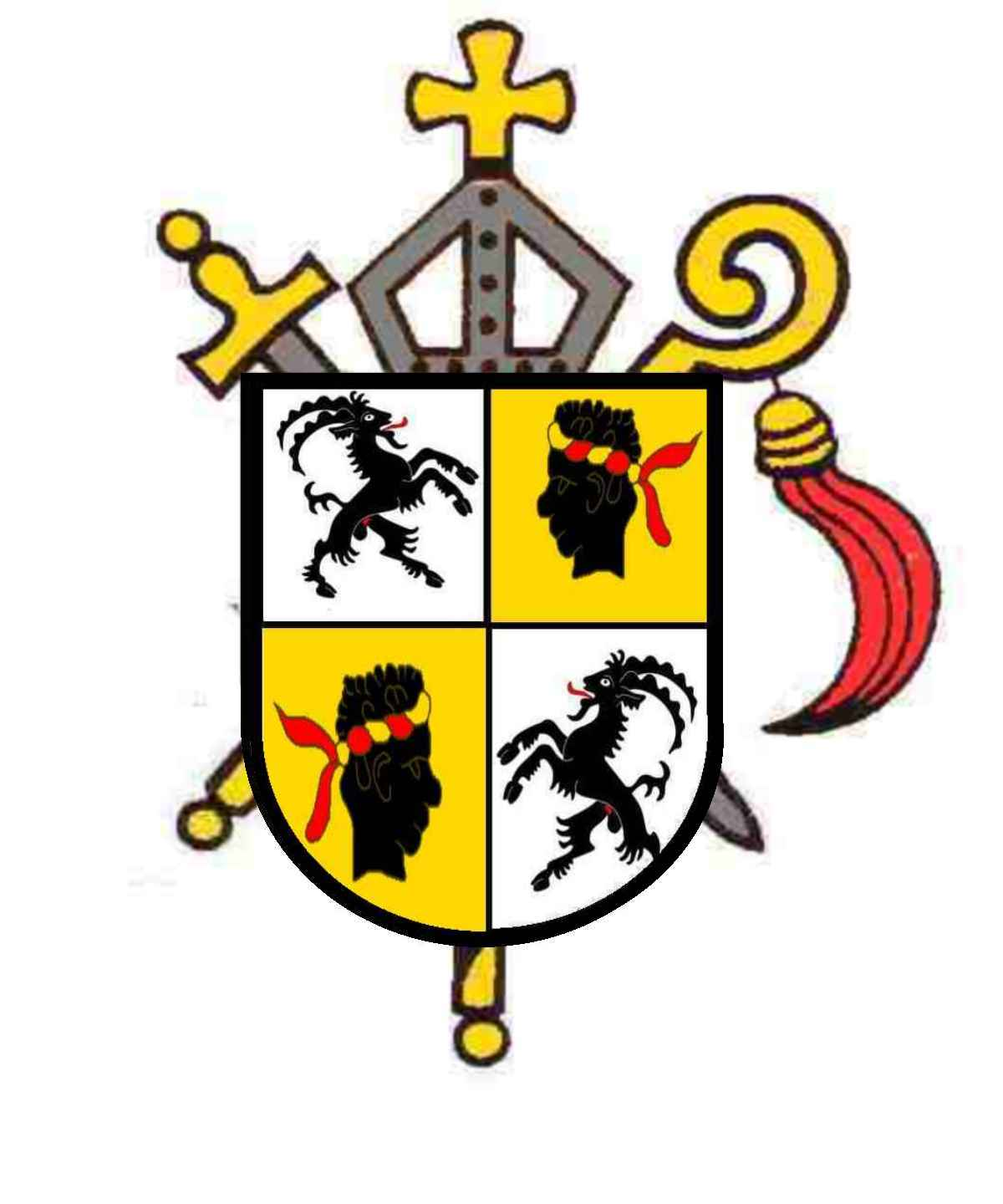
Persönliches Wappen des Fürstbischofs von Chur Joseph Mohr

## Genealogie (Auswahl)

### Hauptlinie
- Werner, um 1260
  - Johann Konrad, 1299 Vogt der Grafen von Matsch, ⚭ Anastasia von Juvalta 
    - Werner, um 1369 Lehensinhaber zu Ramosch, ⚭ Katharina von Porta
      - Werner der Jüngere, ⚭ Magdalena von Planta 
        - Johann, 1423 Statutenrichter im Unterengadin, Kastellan in Ramosch, ⚭ Katharina von Travers
          - Albert, Ritter, um 1437, Inhaber des Pfandlehens Ramosch, ⚭ Margaretha von Lombris
            - Johann, 1450 Kastellan in Ramosch
            - Peter, um 1455 Kastellan in Ramosch
            - Joseph, 1493 Gotteshausrichter in Mals, ⚭ Anna von Fontana
            - Leonhard, ⚭ 1.) 1474 Anna von Marmels, ⚭ 2.) Anastasia von Landau   
              - Anna Maria, ⚭ Benedikt von Fontana

            - Anselm, um 1450 Kastellan in Ramosch, ⚭ Regina von Fontana
              - Anton, Kastellan in Ramosch, ⚭ Anna von Salis
                - Albert, löste 1526 das Pfandlehen Ramosch ab
                - Anselm, Hauptmann und Kommandant von Schloss Grätz, ⚭ NN von Castelberg
                  - Kaspar, Statutenrichter des Gerichtes Steinsberg, Gotteshausrichter in Mals
                  - Anton, 1584 Bürger in Chur 
                    - Kaspar, Bürger in Chur
                    - Jakob, 1584 Bürger in Chur, später in Susch, ⚭ NN Campell 
                      - Ulrich († 8. Mai 1653), Kastellan in Tarasp, Landmann, ⚭ Maria von Mohr
                      - Jakob († nach 1666), Doktor der Rechte, ⚭ Barbara von Cazin

                    - Anselm, 1584 Bürger in Chur

                - Johann, 1521 Bürger in Luzern, Mitglied des kleinen Rates, ⚭ Katharina Amrhyn
                  - Luzerner Linie

              - Johann, ⚭ Katharina von Planta-Wildenberg 
                - Joseph, lebte in Mals, 1578 Wappenbesserung, ⚭ Ursula Pelagia von Las zu Montelbon
                  - Abraham, 1585 in Zernez, Oberstwachtmeister, ⚭ Agatha von Castelmur
                    - Joseph († 6. August 1635), Fürstbischof von Chur
                    - NN
                      - Gabriel, Domherr von Chur, Pfarrer in Meran

                  - Johann (1550–1595), Hauptmann von Tarasp, ⚭ Magdalena Beeli von Belfort 
                    - Maximilian (1588–1659), 1631 Freiherr, 1650 Graf
                      - Gräfliche Linie

                - Maria Anna, ⚭ Hartmann von Hartmannis, Oberst

              - Konradin, 1467 Statutenrichter, Oberst, ⚭ NN von Mont

        - Thomas, Statutenrichter, 1423 auf dem Morenturm in Zernez, ⚭ Anna Maria von Planta

      - Eginolf der Jüngere, Kastellan von Steinsberg
      - Otto der Jüngere († 1400)

    - Eginolf, Kastellan der Grafen von Matsch
    - Otto, Kastellan der Grafen von Matsch
- Katharina, Äbtissin des Frauenstifts Müstair

### Gräfliche Linie
- Franz Anton Benedikt Graf von Mohr, Freiherr auf Landstein, Lichtenegg und Greifen, Herr zu Montani, ⚭ 28. Mai 1732 Katharina Helena Lucia Gräfin Fieger, Freiin von Friedberg, Cronburg und Korb, Erbfrau von Hochnaturns und Dornsberg
  - Franz Karl Ignaz von Mohr (* 19. Juni 1735 auf Schloss Dornsberg)
  - Karl Anton Johann Nepomuk Graf von Mohr, Freiherr auf Landstein, Lichtenegg und Greifen, Herr zu Montanti und Neuhausen (* 11. Dezember 1738 auf Schloss Dornsberg; † 1809), ⚭ Maria Josepha Gräfin Arz von und zu Vasegg
    - Karl Graf von Mohr, Freiherr auf Landstein, Lichtenegg und Greifen, Herr zu Latsch, ⚭ NN Gräfin Alberti von Enno
      - Joseph Graf von Mohr, Freiherr auf Landstein, Lichtenegg und Greifen, Herr zu Montani und Neuhausen (* 25. Januar 1817 in Meran)
      - Valentin Graf von Mohr (* 13. Juni 1821 in Latsch), k. k. Leutnant
      - Karl Graf von Mohr (* 8. Januar 1824 in Latsch), k. k. Statthalterei-Sekretär, Noviziat, Jesuit und Theologiestudent in Innsbruck, ⚭ Ostern 1852 Mathilde Gräfin von Sarnthein (* 4. Juli 1834; † 18. November 1855 in Innsbruck)

    - Johann Graf von Mohr, Herr auf Dornsberg
    - Joseph Graf von Mohr, Schützenmajor, ⚭ NN von Reinhart
    - Franz Graf von Mohr, wohnte in Latsch
    - Anna Maria von Mohr († 27. März 1832 auf Schloss Lebenberg), ⚭ Johann Graf Fuchs von Fuchsberg († 13. Juni 1827)
    - Elisabeth von Mohr (* 31. Dezember 1779 in Latsch; † 22. Juni 1840 in Meran), ⚭ Johann Graf von Stachelburg (⚔ 25. Mai 1809)

  - Antonia Anna Elisabeth von Mohr (* 7. April 1740 auf Schloss Dornsberg), ⚭ Karl Philipp von Nesini
  - Anton Max Ludwig von Mohr (* 19. August 1751)